# Wings Over the World Tour
Wings Over the World fu il tour mondiale intrapreso dai Wings fra il 1975 ed il 1976.

## Storia
Dopo due tour di basso profilo quali erano il tour universitario nel Regno Unito del 1972 e il Wings Over Europe Tour del 1973, a seguito del successo commerciale dei due album Band on the Run e Venus and Mars, i Wings decisero di intraprendere un ambizioso tour mondiale. Circa un milione di persone attendevano 66 date distribuite fra Australia, Europa, e Nord America, dove prese il nome di Wings Over America Tour e dove McCartney non aveva effettuato concerti dall'ultimo tour americano dei Beatles nel 1966. Era anche stata pianificata una serie di date in Giappone, ma venne cancellata dalle autorità locali a causa del precedente arresto di Paul McCartney nel 1972 in Svezia per possesso di marijuana.
La formazione dei Wings era composta da Paul McCartney, Linda McCartney, il cofondatore dei Wings e chitarrista Denny Laine, il batterista Joe English e il chitarrista solista Jimmy McCulloch. A questi si aggiunse la sezione fiati composta da 4 elementi guidati da Howie Casey.
Per il tour, lo studio Hipgnosis, creò il logo dei Wings composto da una "W" alle cui estremità erano state collocate delle ali. Questo logo ebbe un grande successo tanto da diventare i logo ufficiale dei Wings e tanto da venire usata anche come copertina per l'hit-single del 1976, Silly Love Songs.
In alcune delle canzoni non fu McCartney a cantare da solista, ma i compagni Denny Laine e Jimmy McCulloch, mentre alcune canzoni beatlesiane furono esibite con un arrangiamento differente dall'originale.
Dal tour fu estratto un album live (Wings over America), un documentario televisivo (Wings over the World) e un film del 1980 intitolato Rockshow.
Durante la tappa americana McCartney affittò 4 proprietà a New York, Dallas, Chicago e Los Angeles per facilitare lo spostamento della sua famiglia; non vide inoltre la presenza di McCulloch che si era fratturato un dito. In uno dei primi concerti McCartney fu raggiunto dall'ex-membro Ringo Starr che gli regalò dei fiori.
I tre concerti finali a Londra sono noti come Wings over Wembley.

## Date
| Data                              | Città               | Nazione     | Luogo                          |
| Europa                            | Europa              | Europa      | Europa                         |
| --------------------------------- | ------------------- | ----------- | ------------------------------ |
| 9 settembre 1975                  | Southampton         | Inghilterra | Gaumont                        |
| 10 settembre 1975                 | Bristol             | Inghilterra | Hippodrome                     |
| 11 settembre 1975                 | Cardiff             | Galles      | Capitol Theatre                |
| 12 settembre 1975                 | Manchester          | Inghilterra | Free Trade Hall                |
| 13 settembre 1975                 | Birmingham          | Inghilterra | Hippodrome                     |
| 15 settembre 1975                 | Liverpool           | Inghilterra | Empire Theatre                 |
| 16 settembre 1975                 | Newcastle upon Tyne | Inghilterra | City Hall                      |
| 17 settembre 1975                 | Londra              | Inghilterra | Hammersmith Apollo             |
| 18 settembre 1975                 | Londra              | Inghilterra | Hammersmith Apollo             |
| 20 settembre 1975                 | Edimburgo           | Scozia      | Usher Hall                     |
| 21 settembre 1975                 | Glasgow             | Scozia      | Apollo Centre                  |
| 22 settembre 1975                 | Aberdeen            | Scozia      | Capitol Theatre                |
| 23 settembre 1975                 | Dundee              | Scozia      | Caird Hall                     |
| Australia                         |                     |             |                                |
| 1º novembre 1975                  | Perth               | Australia   | Entertainment Centre           |
| 4 novembre 1975                   | Adelaide            | Australia   | Apollo Stadium                 |
| 5 novembre 1975                   | Adelaide            | Australia   | Apollo Stadium                 |
| 7 novembre 1975                   | Sydney              | Australia   | Hordern Pavilion               |
| 8 novembre 1975                   | Sydney              | Australia   | Hordern Pavilion               |
| 10 novembre 1975                  | Brisbane            | Australia   | Festival Hall                  |
| 11 novembre 1975                  | Brisbane            | Australia   | Festival Hall                  |
| 13 novembre 1975                  | Melbourne           | Australia   | Sidney Myer Music Bowl         |
| 14 novembre 1975                  | Melbourne           | Australia   | Sidney Myer Music Bowl         |
| Europa                            |                     |             |                                |
| 20 marzo 1976                     | Copenaghen          | Danimarca   | Folketeatret                   |
| 21 marzo 1976                     | Copenaghen          | Danimarca   | Folketeatret                   |
| 23 marzo 1976                     | Berlino             | Germania    | Deutschlandhalle               |
| 25 marzo 1976                     | Rotterdam           | Paesi Bassi | Rotterdam Ahoy                 |
| 26 marzo 1976                     | Parigi              | Francia     | Pavillon de Paris              |
| Nord America "Wings over America" |                     |             |                                |
| 3 maggio 1976                     | Fort Worth          | Stati Uniti | Tarrant County Convention Hall |
| 4 maggio 1976                     | Houston             | Stati Uniti | The Summit                     |
| 7 maggio 1976                     | Detroit             | Stati Uniti | Olympia                        |
| 8 maggio 1976                     | Detroit             | Stati Uniti | Olympia                        |
| 9 maggio 1976                     | Toronto             | Canada      | Maple Leaf Gardens             |
| 10 maggio 1976                    | Richfield           | Stati Uniti | Richfield Coliseum             |
| 12 maggio 1976                    | Filadelfia          | Stati Uniti | Spectrum                       |
| 14 maggio 1976                    | Filadelfia          | Stati Uniti | Spectrum                       |
| 15 maggio 1976                    | Landover            | Stati Uniti | Capital Centre                 |
| 17 maggio 1976                    | Landover            | Stati Uniti | Capital Centre                 |
| 18 maggio 1976                    | Atlanta             | Stati Uniti | Omni Coliseum                  |
| 19 maggio 1976                    | Atlanta             | Stati Uniti | Omni Coliseum                  |
| 21 maggio 1976                    | Uniondale           | Stati Uniti | Nassau Coliseum                |
| 22 maggio 1976                    | Boston              | Stati Uniti | Boston Garden                  |
| 24 maggio 1976                    | New York            | Stati Uniti | Madison Square Garden          |
| 25 maggio 1976                    | New York            | Stati Uniti | Madison Square Garden          |
| 27 maggio 1976                    | Cincinnati          | Stati Uniti | Riverfront Coliseum            |
| 29 maggio 1976                    | Kansas City         | Stati Uniti | Kemper Arena                   |
| 31 maggio 1976                    | Chicago             | Stati Uniti | Chicago Stadium                |
| 1º giugno 1976                    | Chicago             | Stati Uniti | Chicago Stadium                |
| 2 giugno 1976                     | Chicago             | Stati Uniti | Chicago Stadium                |
| 4 giugno 1976                     | Saint Paul          | Stati Uniti | Civic Center                   |
| 7 giugno 1976                     | Denver              | Stati Uniti | McNichols Arena                |
| 10 giugno 1976                    | Seattle             | Stati Uniti | Kingdome                       |
| 13 giugno 1976                    | Daly City           | Stati Uniti | Cow Palace                     |
| 14 giugno 1976                    | Daly City           | Stati Uniti | Cow Palace                     |
| 16 giugno 1976                    | San Diego           | Stati Uniti | Sports Arena                   |
| 18 giugno 1976                    | Tucson              | Stati Uniti | Convention Center              |
| 21 giugno 1976                    | Inglewood           | Stati Uniti | The Forum                      |
| 22 giugno 1976                    | Inglewood           | Stati Uniti | The Forum                      |
| 23 giugno 1976                    | Inglewood           | Stati Uniti | The Forum                      |
| Europa                            |                     |             |                                |
| 19 settembre 1976                 | Vienna              | Austria     | Stadthalle                     |
| 21 settembre 1976                 | Zagabria            | Yugoslavia  | Dom Sportova                   |
| 25 settembre 1976                 | Venezia             | Italia      | Piazza San Marco               |
| 27 settembre 1976                 | Monaco di Baviera   | Germania    | Olympiahalle                   |
| "Wings over Wembley"              |                     |             |                                |
| 19 ottobre 1976                   | Londra              | Inghilterra | Empire Pool                    |
| 20 ottobre 1976                   | Londra              | Inghilterra | Empire Pool                    |
| 21 ottobre 1976                   | Londra              | Inghilterra | Empire Pool                    |

## Scaletta
|  | Programma del 1975 1. Venus and Mars/Rock Show 2. Jet 3. Let Me Roll It 4. Spirits of Ancient Egypt 5. Little Woman Love/C Moon (McCartney I) 6. Maybe I'm Amazed (McCartney I) 7. Lady Madonna (Beatles) 8. The Long and Winding Road (Beatles) 9. Medicine Jar 10. Picasso's Last Words (Drink to Me) 11. Richard Cory 12. Bluebird 13. I've Just Seen a Face (Beatles) 14. Blackbird (Beatles) 15. Yesterday (Beatles) 16. You Gave Me the Answer 17. Magneto and Titanium Man 18. Go Now (Moody Blues) 19. Letting Go 20. Live and Let Die 21. Call Me Back Again 22. My Love 23. Listen to What the Man Said 24. Junior's Farm 25. Band on the Run 26. Hi, Hi, Hi 27. Soily | Programma del 1976 1. Venus and Mars/Rock Show 2. Jet 3. Let Me Roll It 4. Spirits of Ancient Egypt 5. Medicine Jar 6. Maybe I'm Amazed (McCartney I) 7. Call Me Back Again 8. Lady Madonna (Beatles) 9. The Long and Winding Road (Beatles) 10. Live and Let Die 11. Picasso's Last Words (Drink to Me) 12. Richard Cory 13. Bluebird 14. I've Just Seen a Face (Beatles) 15. Blackbird (Beatles) 16. Yesterday (Beatles) 17. You Gave Me the Answer 18. Magneto and Titanium Man 19. Go Now (Moody Blues) 20. My Love 21. Listen to What the Man Said 22. Let 'Em In 23. Time to Hide 24. Silly Love Songs 25. Beware My Love 26. Letting Go 27. Band on the Run 28. Hi, Hi, Hi 29. Soily |

## Formazione
- Paul McCartney - voce, basso elettrico, tastiere
- Linda McCartney - cori, tastiere
- Denny Laine - cori, voce, chitarra
- Jimmy McCullouch - cori, voce, chitarra
- Joe English - batteria

### Componenti aggiuntivi
- Howie Casey - sassofono, fiati (ottoni)
- Steve Howard - fiati
- Thaddeus Richard - fiati
- Tony Dorsey - fiati
- Ringo Starr - comparsa (solo al concerto di Los Angeles)